# Cheilosia
Cheilosia là một chi ruồi trong họ Syrphidae.

## Hình ảnh

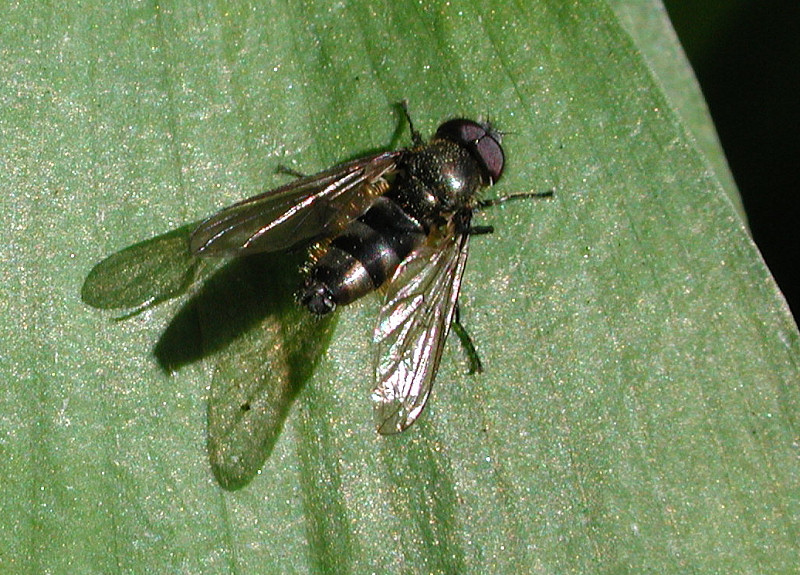
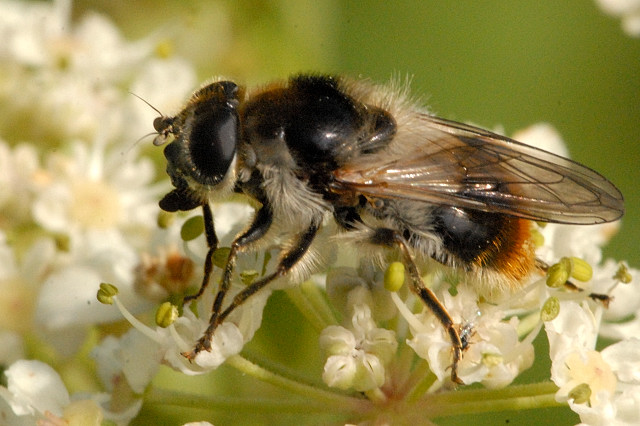